# ساندبا

ساندبا شهری در شهرستان ایپلسه در استان بازگا در بورکینافاسوی مرکزی است و جمعیت آن ۹۶۰ نفر است.